# Chirurgus Johann Paul Schroth
Chirurgus Johann Paul Schroth ist ein Fernsehfilm von Hans Pfeiffer in der Regie von Peter Deutsch aus dem Jahr 1981. Er trägt den Untertitel Eine Geschichte aus den Anfängen der Charité. Er gilt als Vorläufer des wenig später vom DDR-Fernsehen ausgestrahlten Zyklus Berühmte Ärzte der Charité.

## Handlung
Im Mittelpunkt der Handlung steht der Barbiergeselle Johann Paul Schroth, der aus der Enge der Barbierstube ausbrechen und das Barbiermesser mit dem Skalpell tauschen will. Er nimmt einen entbehrungsreichen und von Schicksalsschlägen, aber auch Erfolgen gezeichneten Weg. Er arbeitet sich vom einfachen Gesellen zum Regimentsfeldscher hoch und wird einer der ersten Lernenden an der neu gegründeten Charité.

## Produktion
Chirurgus Johann Paul Schroth wurde vom DEFA-Studio für Spielfilme im Auftrag des Fernsehens der DDR hergestellt. Hans Pfeiffer gestaltete die Handlung des Filmes nach historischen Tatsachen, die Figur des Johann Paul Schroth und seine konkreten Erlebnisse sind allerdings fiktiv.
Nach Denn ich sah eine neue Erde war der Film eine weitere Zusammenarbeit von Regisseur Peter Deutsch und Autor Hans Pfeiffer. Der Film erlebte seine Erstsendung am 22. März 1981 um 20.00 Uhr im 1. Programm des DDR-Fernsehens.